# Karl Olsen
Karl Olsen, född 27 december 1910 i Farsund, död 21 februari 1999 i Bærum, var en norsk ingenjör.
Olsen blev student 1930, byggnadsingenjör vid Norges tekniske høgskole 1934 och studerade vägbyggnad i USA 1950. Han var ingenjör vid Statens vegvesen 1934–46, blev kommuningenjör i Bærum 1946, teknisk rådman 1958 och var direktör för Statens vegvesen 1962–80 (som efterträdare till Thomas Offenberg Backer).
Olsen var i Den Norske Ingeniørforening vicepresident 1950 och president 1952–56 (hedersledamot 1970). Han var styrelseordförande i Norsk Institutt for vannforskning, styrelseledamot i Transportøkonomisk Institutt, Indiafondet, Norsk Institutt for By- og Regionforskning, ordförande i vägplankommittén av 1964, ordförande i norska avdelningen av Nordisk Vegteknisk Forbund från 1963, rådsmedlem i Norsk Turistforening och Landslaget for reiseliv i Norge samt ledamot av Norges Tekniske Vitenskapsakademi.